# Quyền LGBT ở Litva
Quyền đồng tính nữ, đồng tính nam, song tính và chuyển giới ở Litva phải đối mặt với những thách thức pháp lý và xã hội mà những người không phải là LGBT không gặp phải. Cả nam và nữ hoạt động tình dục đồng giới đều hợp pháp ở Litva, nhưng cả quan hệ đồng giới dân sự cũng không hôn nhân đồng giới đều có sẵn, có nghĩa là không có sự công nhận hợp pháp của các cặp vợ chồng đồng giới, vì vậy những người LGBT không được hưởng tất cả các quyền mà những người không phải là LGBT có, và các cặp đồng giới ở nước này không được hưởng sự công nhận hợp pháp tương tự dành cho các cặp khác giới. Mặc dù đồng tính luyến ái đã bị coi thường vào năm 1993, di sản lịch sử chỉ dẫn đến quyền cho người LGBT bị hạn chế tối đa. Bảo vệ chống phân biệt đối xử đã được luật hóa như là một phần của tiêu chí gia nhập Liên minh châu Âu và vào năm 2010, lần đầu tiên cuộc diễu hành niềm tự hào diễn ra tại Vilnius.
Thái độ tiêu cực đối với đàn ông và phụ nữ - đồng tính nam và nữ vẫn cố thủ vững chắc trong cả nước. Các cuộc thăm dò dư luận khác nhau đã tìm thấy sự hỗ trợ rất hạn chế cho hôn nhân đồng giới và sự phản đối hôn nhân đồng giới và đồng tính luyến ái nói chung tiếp tục lan rộng trong xã hội Litva. Eurobarometer 2015 cho thấy 24% người Litva ủng hộ hôn nhân đồng giới, trong số thấp nhất của EU (chỉ Latvia, Romania và Bulgaria có mức ủng hộ thấp hơn). Ủng hộ trên toàn EU cho hôn nhân đồng giới là 61%.
Có những cộng đồng đồng tính nhỏ ở Vilnius, Kaunas và Klaipėda. Tuy nhiên, ở những nơi khác ở Litva, dân số thưa thớt có nghĩa là không có cộng đồng đồng tính nam năng động hay nổi bật.
Một chiến dịch truyền thông chống lại người LGBT đã được phát động bởi tờ báo lá cải Respublika chiến dịch.

## Chống phân biệt đối xử
Theo Luật về đối xử bình đẳng 2003 (tiếng Litva: Lygių galimybių įstatymas), có hiệu lực vào ngày 1 tháng 1 năm 2005, phân biệt đối xử trên cơ sở khuynh hướng tình dục bị cấm trong các lĩnh vực việc làm, giáo dục và tiếp cận hàng hóa và dịch vụ. Điều 2(2) đọc như sau:
| “ | Vi phạm đối xử bình đẳng có nghĩa là phân biệt đối xử trực tiếp hoặc gián tiếp trên cơ sở tuổi tác, khuynh hướng tình dục, khuyết tật, nguồn gốc chủng tộc hoặc sắc tộc, tôn giáo hoặc tín ngưỡng. | ” |

Việc sửa đổi luật bãi bỏ các biện pháp bảo vệ với lý do khuynh hướng tình dục đã được xem xét bởi Seimas (Quốc hội Litva) vào tháng 6 năm 2008, nhưng sau đó họ đã bị từ chối.
Ngoài ra, việc kích động bạo lực công khai đối với người LGBT và các nhóm thiểu số khác bị cấm rõ ràng trong Mục 170 (3) của Bộ luật Hình sự của đất nước. Ví dụ, một cuộc điều tra sơ bộ năm 2010 của các nhà chức trách Litva đã tiết lộ rằng 160 trong số khoảng 180 trường hợp phát ngôn thù hận (hầu hết trong số họ trực tuyến) liên quan đến cộng đồng LGBT. Thủ phạm thường bị phạt và máy tính của họ thỉnh thoảng bị tịch thu.

## Tự do ngôn luận
Bất chấp luật chống phân biệt đối xử tiên tiến, trong vài năm qua, người LGBT đã phải đối mặt với một số sáng kiến để hạn chế quyền của họ đối với việc thể hiện công khai.

### Luật bảo vệ trẻ vị thành niên
Sửa đổi Luật bảo vệ trẻ vị thành niên chống lại tác động bất lợi của thông tin công cộng (tiếng Litva: Nepilnamečių apsaugos nuo neigiamo viešosios informacijos poveikio įstatymas), đã cấm một cách hiệu quả việc "thúc đẩy quan hệ đồng tính luyến ái" và được cho là nhằm mục đích hạn chế quyền của người LGBT, đã được đề xuất vào năm 2006, 2007 và 2008.
Quốc hội Litva đã phê chuẩn một phiên bản luật, dự kiến sẽ có hiệu lực vào ngày 1 tháng 3 năm 2010. Mặc dù nó đã bị Tổng thống phủ quyết trích dẫn "thiếu định nghĩa", quyền phủ quyết đã bị Quốc hội lật ngược. Từ ngữ của luật cấm "tuyên truyền về quan hệ đồng tính, song tính hoặc đa thê". Theo một số chính trị gia đã bỏ phiếu ủng hộ, khả năng xác định "tuyên truyền" nên để lại cho các luật sư.
Vào ngày 17 tháng 9 năm 2009, Nghị viện châu Âu đã thông qua một nghị quyết lên án luật pháp và yêu cầu EU Cơ quan quyền cơ bản đưa ra ý kiến pháp lý về nó. Vào ngày 10 tháng 11 năm 2009, Quốc hội Litva (Seimas) đã trả lời bằng cách thông qua một nghị quyết yêu cầu Chính phủ tìm kiếm sự vô hiệu của Nghị quyết EP, mà nó lên án là một hành động bất hợp pháp. Cơ quan quyền cơ bản của EU đã viết cho Nghị viện châu Âu rằng họ sẽ không đệ trình ý kiến pháp lý được yêu cầu, vì họ không có nhiệm vụ đánh giá luật pháp của các quốc gia thành viên.
Tổng thống mới được bầu Dalia Grybauskaitė đã bày tỏ sự không tán thành mạnh mẽ luật pháp của mình và thành lập một ủy ban để xây dựng một dự thảo nhằm bãi bỏ các điều khoản phân biệt đối xử. Vào ngày 22 tháng 12 năm 2009, các điều khoản cấm quảng bá giữa những người vị thành niên "quan hệ đồng tính, song tính và đa thê" đã bị loại bỏ, nhưng như một sự thỏa hiệp, đoạn văn đã được thay thế bằng "lệnh cấm truyền bá thông tin nhằm thúc đẩy quan hệ tình dục hoặc các quan niệm khác về kết luận một cuộc hôn nhân hoặc tạo ra một gia đình không phải được thiết lập trong Hiến pháp hoặc Bộ luật Dân sự ". Người ta đã lập luận rằng quy định này là bước đầu tiên hướng tới việc ban hành lệnh cấm chỉ trích Chính phủ và các quyết định của nó và do đó - một mối đe dọa đối với nền dân chủ trong nước. Những người ủng hộ luật được cho là dẫn đầu bởi mong muốn bảo vệ gia đình và trẻ em truyền thống, một số người đã bày tỏ ý kiến rằng luật sẽ cấm mọi thông tin công khai về đồng tính luyến ái, bất kể khả năng tiếp cận với trẻ vị thành niên hoặc cấm mọi cuộc thảo luận công khai và LGBT các sự kiện liên quan. (Vì vậy, chúng tôi đề xuất thiết lập một giới hạn rằng việc quảng bá ở những nơi công cộng là không thể để bảo vệ ba điều khoản của Hiến pháp được đề cập, nhưng không nghi ngờ gì ở một số nội bộ, những người này có quyền tổ chức các sự kiện, để quảng bá, thảo luận) Phiên bản mới được ký bởi Tổng thống, hài lòng rằng "các điều khoản đồng bóng [đã] bị bãi bỏ".
Đáng kể, luật tương tự cấm chế nhạo và thách thức với lý do khuynh hướng tình dục. Luật ban hành một số sửa đổi khác, chẳng hạn như cấm quảng bá dinh dưỡng không lành mạnh cho trẻ vị thành niên, cấm thông tin "giá trị gia đình", mô tả thôi miên, v.v.
Việc sửa đổi đôi khi được so sánh với Phần 28, hành động cấm thảo luận về đồng tính luyến ái trong các trường học của Anh.
Kể từ khi có hiệu lực, đã có một vài trường hợp cố gắng áp dụng luật. Nó đã được trích dẫn không thành công để cấm Niềm tự hào đồng tính vào năm 2010, Gay Pride năm 2013 và được tham chiếu thành công để tuyên bố một quảng cáo liên quan đến Hội nghị tự hào đồng tính nam 2013 khi thích hợp chỉ được phát vào ban đêm và với logo nội dung người lớn. Lý do được đưa ra bởi Hội đồng Chuyên gia Dịch vụ Thanh tra Đạo đức Báo chí là một người trong quảng cáo có một chiếc áo phông có dòng chữ bằng tiếng Litva "Vì sự đa dạng của các gia đình". Theo ý kiến của họ, nó khuyến khích một quan niệm khác về gia đình và hôn nhân so với được thiết lập trong luật pháp Litva.
Vào năm 2014, dựa trên những lý do tương tự, cùng một tổ chức đã khuyến nghị hạn chế việc phân phối một cuốn sách truyện thiếu nhi có tiêu đề "Gintarinė širdis" ("Trái tim hổ phách") được xuất bản bởi Đại học Khoa học Giáo dục Litva, bởi vì hai câu chuyện trong đó có liên quan đến mối quan hệ đồng giới. Hội đồng đã ra lệnh cho cuốn sách được dán nhãn "Không phù hợp với trẻ em dưới 14 tuổi" và đề cập đến khuyến nghị này, Bộ Văn hóa đã cấm hoàn toàn cuốn sách.
Vào năm 2014, một video clip của một tổ chức quyền đồng tính nhằm thúc đẩy sự khoan dung đối với người LGBT đã bị tất cả các đài truyền hình lớn của Litva từ chối phát sóng mặc dù không có bất kỳ nội dung nào liên quan đến tình dục . Vi phạm sau đó đã được Hội đồng chuyên gia dịch vụ thanh tra đạo đức báo chí nhất trí xác nhận.

### Đạo luật thông tin công cộng
Điều 39.1 của  Đạo luật thông tin công cộng  (tiếng Litva: Visuomenės informavimo įstatymas), sửa đổi vào ngày 30 tháng 9 năm 2010 (và có hiệu lực vào ngày 18 tháng 10 năm 2010), tuyên bố rằng Bất kỳ quảng cáo hoặc thông điệp nghe nhìn thương mại nào cũng không được công bố thông tin làm nhục nhân phẩm của một người, phân biệt đối xử dựa trên chủng tộc, giới tính hoặc dân tộc, quốc tịch hoặc đức tin, khuyết tật hoặc tuổi tác; Những thông điệp này có thể không mô tả hoặc thúc đẩy xu hướng tình dục, xúc phạm cảm xúc tôn giáo hoặc niềm tin chính trị, thúc đẩy một hành vi nguy hiểm đến sức khỏe, an toàn hoặc hành vi, đặc biệt có hại cho môi trường. Người ta đã lập luận rằng luật pháp cũng có thể cấm bất kỳ mô tả nào về định hướng dị tính.
Sau đó, nó đã được giải thích rằng "lỗi dịch thuật" đã xảy ra. Vào ngày 16 tháng 6 năm 2011, một sửa đổi mới đã được thông qua, loại bỏ cụm từ nói trên và hơn nữa, thêm xu hướng tình dục vào lý do bị phân biệt đối xử trong  Đạo luật thông tin công cộng .

### Sửa đổi Bộ luật vi phạm hành chính và Bộ luật hình sự
Năm 2011, nó đã được đề xuất sửa đổi Bộ luật vi phạm hành chính để bao gồm quy định: "Một tuyên truyền công khai về quan hệ đồng tính bị trừng phạt với mức phạt từ 2000 đến 10000 litas." Lúc đầu, Nghị viện đã phê chuẩn một cuộc tranh luận sẽ diễn ra, nhưng sau đó đã nhất trí từ chối đề xuất. Năm 2013, một sửa đổi tương tự đã được đề xuất một lần nữa. Một dự luật khác được đưa ra cùng năm đã tìm cách sửa đổi Bộ luật Hình sự để "những chỉ trích về hành vi tình dục hoặc tình dục, kết án hoặc niềm tin, hoặc thuyết phục để thay đổi hành vi này, thực hành, kết án hoặc niềm tin hận thù, phân biệt đối xử hoặc kích động phân biệt đối xử, "có thể cho phép lời nói ghét dựa trên xu hướng tình dục.

### Diễu hành tự hào 2010 tại Vilnius
Năm 2007, Hội đồng thành phố Vilnius đã từ chối cấp phép cho các cuộc họp công khai của người LGBT vào tháng 5 và tháng 10 với lý do "lý do an ninh".
Vào năm 2010, Hội đồng thành phố Vilnius đã cho phép cuộc diễu hành niềm tự hào đồng tính, Niềm tự hào Baltic năm 2010, diễn ra vào ngày 8 tháng 5 năm 2010. Một phiên tòa đã ngăn cuộc diễu hành diễn ra ngay trước khi cuộc diễu hành diễn ra sau đó Tổng chưởng lý đã hành động. Tổng chưởng lý, Raimundas Petrauskas, đã trích dẫn an ninh là lý do cho sự liên quan của mình. Tổng thống Dalia Grybauskaitė lên tiếng phản đối phán quyết của tòa án thông qua người phát ngôn của bà trích dẫn quyền lập hiến cho hội nghị hòa bình. Quyết định này đã bị lật tẩy bởi một tòa án cao hơn chỉ một ngày trước khi cuộc diễu hành diễn ra. Với sự hiện diện của cảnh sát nặng nề, Baltic Pride 2010 đã diễn ra nhiều bạo lực từ những người phản đối quyền của người đồng tính. 12 người biểu tình bạo lực đã bị bắt giữ.

### Cuộc diễu hành tự hào 2013 tại Vilnius
Cuộc diễu hành Pride Baltic xoay quanh các quốc gia Baltic trên cơ sở hàng năm và vào năm 2013, một lần nữa đến lượt Litva tổ chức sự kiện này. Lần này cuộc diễu hành thu hút nhiều sự chú ý hơn vì Litva lúc đó phụ trách nhiệm kỳ chủ tịch của Hội đồng Liên minh châu Âu.
Vào tháng 1 năm 2013, Liên đoàn đồng tính Litva (LGL) đã gửi một bản đệ trình lên Thành phố Vilnius để tổ chức một cuộc diễu hành vào ngày 27 tháng 7 năm 2013. Không giống như năm 2010, LGL sẽ không giải quyết cho một vị trí bên ngoài và yêu cầu diễu hành trên Đại lộ Gedimino, nằm ở trung tâm của thủ đô Vilnius. Thành phố Vilnius từ chối đệ trình này với lập luận rằng sẽ khó đảm bảo các biện pháp an toàn thích hợp. LGL đã liệt kê một đơn khiếu nại lên Tòa án Hành chính ở Vilnius yêu cầu họ yêu cầu Thành phố Vilnius cho phép diễu hành trên Đại lộ Gedimino. Mặc dù Thị trưởng thành phố Vilnius, Artūras Zuokas, liên tục nhắc lại rằng đô thị sẽ thi hành phán quyết của tòa án cấp dưới, vụ án đã phải chạy qua tất cả các cơ quan tư pháp. Vào ngày 23 tháng 7 năm 2013, bốn ngày trước ngày ấn định, Tòa án Hành chính đã ra lệnh cho thành phố phục vụ đầy đủ việc đệ trình của LGL.
Khoảng 500 người đã tham gia vào Baltic Pride 2013 và hơn 1.000 người (phần lớn trong số họ là người biểu tình) đã tập trung quanh Đại lộ Gedimino. Do lực lượng cảnh sát nặng, không có sự xáo trộn lớn nào xảy ra, chỉ có 28 người bị bắt vì gây rối trật tự công cộng, một trong số đó là một nghị sĩ Litva chống đồng tính, Petras Gražulis. Baltic Pride 2013 bao gồm một số người tham dự nổi bật, chẳng hạn như Bộ trưởng Liên minh châu Âu Thụy Điển, Birgitta Ohlsson và nhà hoạt động quyền LGBT của Mỹ Stuart Milk. Vladimir Simonko, lãnh đạo của LGL, đã gọi Baltic Pride 2013 là một lễ hội cho toàn thành phố Vilnius và không bác bỏ ý tưởng tổ chức một cuộc diễu hành tự hào LGBT hàng năm ở Litva.
Cuộc diễu hành Baltic Pride 2016 đã thu hút khoảng 3.000 người. Sự kiện diễn ra mà không có bất kỳ thương tích nghiêm trọng.

## Bảng tóm tắt
| Hoạt động tình dục đồng giới hợp pháp                                                                                       | (Từ năm 1993) |
| Độ tuổi đồng ý (16) | (Từ năm 2004) |
| Luật chống phân biệt đối xử chỉ trong việc làm                                                                              | (Từ năm 2005) |
| Luật chống phân biệt đối xử trong việc cung cấp hàng hóa và dịch vụ                                                         | (Từ năm 2005) |
| Luật chống phân biệt đối xử trong tất cả các lĩnh vực khác (bao gồm phân biệt đối xử gián tiếp, ngôn từ kích động thù địch) | |
| Công nhận các cặp đồng giới                                                                                                 | (Đang chờ xử lý) |
| Hôn nhân đồng giới | / (Hiến pháp cấm từ năm 1992; hôn nhân đồng giới được thực hiện tại Liên minh châu Âu được công nhận cho mục đích cư trú kể từ năm 2018) |
| Nhận con nuôi là con riêng của các cặp vợ chồng đồng giới                                                                   | |
| Nhận con nuôi chung của các cặp đồng giới                                                                                   | |
| Người đồng tính nam, đồng tính nữ và song tính được phép phục vụ công khai trong quân đội                                   | |
| Quyền thay đổi giới tính hợp pháp                                                                                           | |
| Liệu pháp chuyển đổi bị cấm ở trẻ vị thành niên                                                                             | |
| Truy cập IVF cho đồng tính nữ                                                                                               | |
| Mang thai hộ thương mại cho các cặp đồng tính nam                                                                           | |
| NQHN được phép hiến máu | (Từ ngày 1 tháng 5 năm 2022) |